# Asilanlampi
Asilanlampi är en sjö i kommunen Sankt Michel i landskapet Södra Savolax i Finland. Arean är 20 hektar och strandlinjen är 3,55 kilometer lång.  Den  ingår i Vuoksens huvudavrinningsområde.  Sjön ligger omkring 16 kilometer öster om S:t Michel och omkring 220 kilometer nordöst om Helsingfors. 
I sjön finns ön Pukinsaari. 